# Stare Czarnowo (gemeente)
De gemeente Stare Czarnowo is een landgemeente in het Poolse woiwodschap West-Pommeren, in het noordoosten van powiat Gryfiński.
De gemeente bestaat uit 13 administratieve plaatsen solectwo : Binowo, Dębina, Dobropole Gryfińskie, Glinna, Kartno, Kołbacz, Kołowo, Komorówko, Nieznań, Stare Czarnowo, Żelewo en Żelisławiec.
De zetel van de gemeente is in het dorp Stare Czarnowo.
De gemeente beslaat 8,2% van de totale oppervlakte van de powiat.

## Demografie
Stand op 31 december 2005:
| Omschrijving                   | Totaal | Totaal | Vrouwen | Vrouwen | Mannen | Mannen |
| ------------------------------ | ------ | ------ | ------- | ------- | ------ | ------ |
| eenheid                        | aantal | %      | aantal  | %       | aantal | %      |
| inwoners                       | 3875   | 100    | 1850    | 47,7    | 2025   | 52,3   |
| bevolkingsdichtheid (inw./km²) | 25,2   | 25,2   | 12      | 12      | 13,2   | 13,2   |

| Jaar | Inwoners |
| ---- | -------- |
| 1995 | 3 883    |
| 1996 | 3 886    |
| 1997 | 3 882    |
| 1998 | 3 913    |
| 1999 | 3 899    |
| 2000 | 3 865    |
| 2001 | 3 864    |
| 2002 | 3 872    |
| 2003 | 3 873    |
| 2004 | 3 878    |
| 2005 | 3 875    |

De gemeente heeft 4,7% van het aantal inwoners van de powiat. In 2002 bedroeg het gemiddelde inkomen per inwoner 1368,49 zł.

## Plaatsen zonder de statussołectwo
Będogoszcz, Binówko, Modrzewko, Węglino, Kołówko, Gliniec, Małolesie, Osetne Pole.

## Aangrenzende gemeenten
Szczecin (stadsdistrict), gmina Gryfino (w powiecie powiat Gryfiński), gminy Bielice, Pyrzyce en Warnice (w powiecie powiat Pyrzycki), gminy Kobylanka en Stargard Szczeciński (w powiecie powiat Stargardzki)